# Jan Zwart

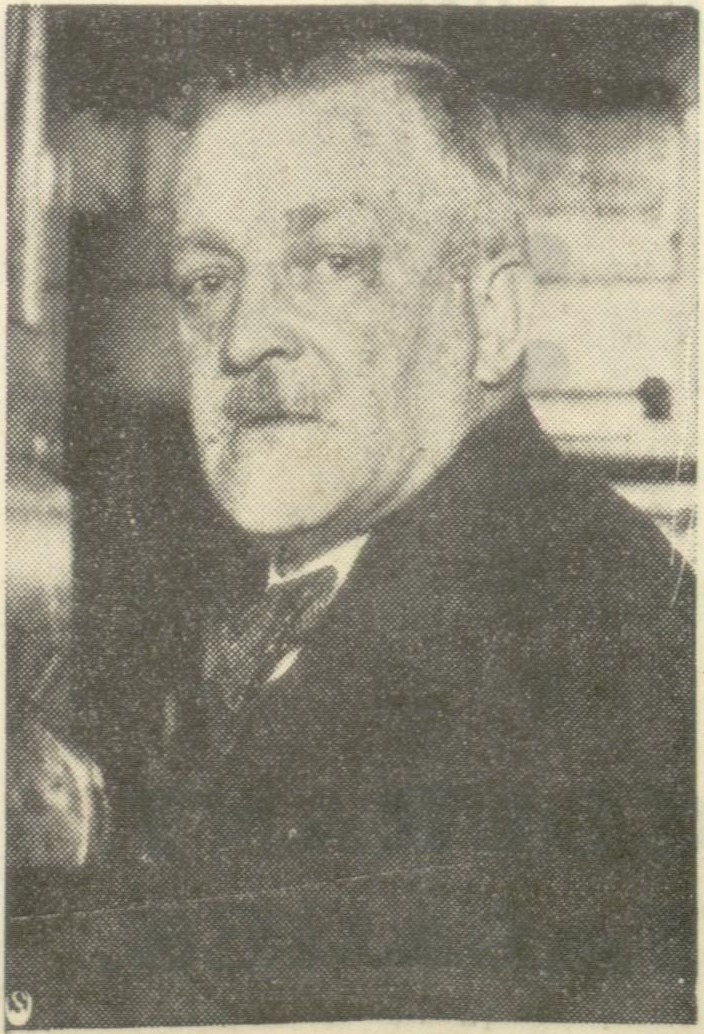
Jan Zwart

Jan Zwart (* 20. August 1877 in Zaandam; † 13. Juli 1937 ebenda) war ein niederländischer Organist, Komponist und ein Schüler von H. van Eyk.

## Leben

### Werdegang
Jan Zwart erhielt im Alter von vierzehn Jahren Orgelunterricht bei Gerardus Bartus van Krieken (* 1836; † 1913), dem Organisten der Zuiderkerk in Rotterdam. Im Jahre 1893 wurde Jan Zwart Organist der niederländisch-reformierten Kirche in Rotterdam. Mit achtzehn Jahren erhielt er unterricht von Hendrik de Vries  (* 1857; † 1929), dem Organisten der Laurenskerk in Rotterdam, unter dessen Anleitung er die ersten Kompositionen anfertigte. Etwas später wurde er als Organist der Gemeinde Capelle aan den IJssel eingestellt. Ab 1898 wirkte er als Organist für die evangelisch-lutherische Kirche (Hersteld Evangelisch-Lutherse Kerk) in Amsterdam. Ab 1907 war er hier auch Kantor. Hier begann er im Sommer 1914 wöchentlich Orgelkonzerte zu geben, die er bis zu seinem Tod fortsetzte.
Jan Zwart war auch der erste niederländische Organist, der Einspielungen für das Radio machte. Durch seine ab 1925 bis 1932 regelmäßigen produzierten Radiosendungen weckte er das Interesse eines größeren Publikum für die Kirchenorgel. Ferner wirkte er als Orgellehrer. Einer seiner bekannteren Schüler war Feike Asma.
Als Orgelhistoriker publizierte Jan Zwart Artikel über die ältere niederländische Orgelgeschichte und erneuerte so unter anderem das Interesse an der Orgelmusik von Jan Pieterszoon Sweelinck. Jan Zwart komponierte auch selber Orgelmusik. Im Jahre 1917 begann er die Ausgabe der Nederlandse Orgelmuziek. Auf Initiative von Zwart fanden ab 1931 auch Orgeltage in ’s-Hertogenbosch, Alkmaar und Deventer statt.

### Familie
Jan Zwarts Eltern waren der Kaufmann Stoffel Zwart und Christina Bot. Jan heiratete am 15. April 1909 Catharina Zwart. Sie hatten zusammen sechs Söhne und sieben Töchter. Die  Söhne Willem Hendrik Zwart und Dirk Janszoon Zwart (* 1917; † 2002) waren ebenfalls Organisten und Komponisten, sein Enkel Everhard Zwart ist Organist, dessen Bruder Jan Quintus Zwart Dirigent und Musikproduzent. Sein Enkel Boudewijn Zwart (* 1. Dezember 1962) ist Carilloneur, Organist, Pianist und Komponist.

## Werke (Auswahl)
- Fantasie over het Lutherlied „Een vaste burg is onze God“ Veröffentlicht vom Bureau van Uitgave Nederlandsche Orgelmuziek, Nederlandsche orgelmuziek [Niederländische Orgelmusik] Buch Nr. 1 OCLC 64775426 [Digitalisat 1]
- Suite Keerstfest [Weihnachtsfeier] Nr. 1, für den Gebrauch in Kirche und Konzert. Veröffentlicht vom Bureau van Uitgave Nederlandsche Orgelmuziek, Nederlandsche orgelmuziek Buch Nr. 2 OCLC 1032264153
  - I Eere zij God [Ehre sei Gott]
  - II Stille Nacht
  - III Er ruischt langs de Wolken
  - IV O hoe heerlijk, ho begeerlijk : O, sanctissima
  - V Nog juicht ons toe die zaal'ge Nacht
  - VI Halleluja, looft den Heer.
- Drie Orgelliederen. Nederlandsche Orgelmuziek. Buch Nr. 4 OCLC 993455750 [Digitalisat 2]
  - I Vrees niet o mijn ziele (Als ge in nood gezeten)
  - II Neem Heer mijn beide handen (Houd Gij mijn handen beide)
  - III U bid ik aan, o Macht der Liefde
- 4 geestelijke liederen [Vier geistliche Lieder] Nederlandsche Orgelmuziek. Buch Nr. 8  OCLC 987792617 [Digitalisat 3]
  - I Scheepje onder Jezus' hoede
  - II Ga niet alleen door 't leven
  - III Achter Hem aan
  - IV Heer, blijf met mij (Abide with me)
- Suite Keerstfest Nr. 2..Nederlandsche Orgelmuziek. Buch Nr. 13 OCLC 66333359 [Digitalisat 4]
  - I  Praeludium (Komt allen te samen)
  - II Pastorale (I) (De herders.  Melodie von Carl August Kern (1836–1897). Andante pastorale
  - III Pastorale (II) (De herdertjes lagen bij nachte-AltesNiederländischesKirchenlied)
  - IV  Koraal-intermezzo (Van uit den hemel daalde ik neer Volksmelodie aus dem 16. Jahrhundert)
  - V Meditatie (Vol van pracht / Melodie von Karl Voigtländer (1827–1858)) Lento
  - VI Postludium (Daar is uit 's werelds duistre wolken / Melodie von Johannes Gijsbertus Bastiaans (1802–1875)).
- Fantasie alla marcia over "Het Wilhelmus" OCLC 950268705

## Einspielungen
- Dirk Jansz. Zwart speelt Jan Zwart. Dirk Janszoon Zwart, Orgel. Aufgenommen am 8./9. Juli 1971 in der Koninginnekerk, Rotterdam und am 4./5. Oktober 1972 in der Wilhelminakerk, Rotterdam. Canto di Vangelo[4]
- Jan Zwart: Passie en pasen. Feike Asma Orgel. Oude Kerk, Amsterdam. Philips  S 06164 R[5]
- Jan Zwart (1877–1937) Orgelwerken. Dirk Jansz. Zwart, Orgel. St. Eusebiuskerk, Arnhem. Aufgenommen am 11. Juni 1986 Marcato Keyboard MCD 068701[6]
- Klaas Jan Mulder speelt Jan Zwart. Klaas Jan Mulder, Orgel. Aufgenommen 1988 in der Grote Kerk in Hasselt, Te deum[7]
- Jan Zwart: Orgelwerken I, 2009. Dirk Jansz. Zwart (* 1917; † 2002), Orgel. Live 1995 bis 2000 aufgenommen. St. Joriskerk, Amstelfoord.  Festivo CLX4143[8]
- Jan Zwart: Koraalbewerkingen. Willem Hendrik Zwart, Everhard Zwart, Orgel. Hinsz-Orgel, Bovenkerk,  Kampen. Ichthus ICH 695004
- Willem Hendrik Zwart Speelt Jan Zwart. Willem Hendrik Zwart, Orgel. Ichthus
- The magnificent church organ Music of Jan Zwart.  Willem Hendrik Zwart, Orgel. P4Y JQZ

## Digitalisate
1. ↑  Fantasie over het Lutherlied „Een vaste burg is onze God“ als Digitalisat beim International Music Score Library Project
2. ↑  3 Orgel Liederen als Digitalisat beim IMSLP
3. ↑  4 geestelijke liederen als Digitalisat beim IMSLP
4. ↑  Suite „Keerstfest“ Nr. 2 als Digitalisat beim IMSLP